# Pleurothallis garayana
Pleurothallis garayana är en orkidéart som först beskrevs av Ospina, och fick sitt nu gällande namn av Carlyle August Luer. Pleurothallis garayana ingår i släktet Pleurothallis och familjen orkidéer. Inga underarter finns listade i Catalogue of Life.